# Dimitris Alevras
Dimitris Alevras, född 1981 i Lund, är en svensk författare. 

## Priser
- Nominerad till Katapultpriset 2015
- De Nios Vinterpris[1] 2025